# Allendorf (Kirchheim)
Allendorf (Ausspracheⓘ) ist ein Ortsteil der Gemeinde Kirchheim im osthessischen Landkreis Hersfeld-Rotenburg. Der Ort liegt, von Wald umgeben, westlich von Kirchheim. Er wird durchflossen vom Ibra-Zufluss Wölfelbach. Im äußersten Westen der Gemarkung befindet sich die Wüstung Helkenrod.

## Geschichte

### Ortsgeschichte
Die älteste bekannte schriftliche Erwähnung von Allendorf erfolgte unter dem Namen Aldinthorp im Jahr 1331. In den Jahren 1541 und 1599 wird der Ort als wüst gefallen bezeichnet und hatte keine Einwohner. Nach der Wiederbesiedlung hieß der Ort deshalb später Allendorf in den Wüsten. Der Besitz des Dorfs wechselte mehrmals unter verschiedenen Adelsgeschlechtern: Frielinger Ganerben, die es von Hersfeld zu Lehen trugen, später die von der Malsburg 1541–1572, die Spete 1535–1731, die Meysenbug 1578–1787, die Hanstein 1587–1631, die Diede zum Fürstenstein 1739–1807.
Zum 1. Februar 1971 wurde die bis dahin selbständige Gemeinde Allendorf im Zuge der Gebietsreform in Hessen auf freiwilliger Basis in die Gemeinde Kirchheim eingegliedert. Für Allendorf, wie für alle bei der Gebietsreform nach Kirchheim eingegliederten Gemeinden sowie für die Kerngemeinde, wurden Ortsbezirke mit Ortsbeirat und Ortsvorsteher nach der Hessischen Gemeindeordnung gebildet.

### Verwaltungsgeschichte im Überblick
Die folgende Liste zeigt die Staaten und Verwaltungseinheiten, denen Allendorf angehört(e):
- 1348: Heiliges Römisches Reich, Reichsabtei Hersfeld, Amt Niederaula
- ab 1378: Heiliges Römisches Reich, Landgrafschaft Hessen ((1402–1458) Abtei Hersfeld), Amt Niederaula
- ab 1648: Heiliges Römisches Reich, Landgrafschaft Hessen-Kassel, Fürstentum Hersfeld, Amt Niederaula
- ab 1806: Landgrafschaft Hessen-Kassel, Fürstentum Hersfeld, Amt Niederaula
- 1807–1813: Königreich Westphalen, Departement der Werra, Distrikt Hersfeld, Kanton Niederaula
- ab 1815: Kurfürstentum Hessen, Fürstentum Hersfeld, Amt Niederaula[7]
- ab 1821/22: Kurfürstentum Hessen, Provinz Fulda, Kreis Hersfeld[8][Anm. 1]
- ab 1848: Kurfürstentum Hessen, Bezirk Hersfeld
- ab 1851: Kurfürstentum Hessen, Provinz Fulda, Kreis Hersfeld
- ab 1867: Königreich Preußen, Provinz Hessen-Nassau, Regierungsbezirk Kassel, Landkreis Fulda
- ab 1871: Deutsches Reich, Königreich Preußen, Provinz Hessen-Nassau, Regierungsbezirk Kassel, Kreis Hersfeld
- ab 1918: Deutsches Reich, Freistaat Preußen, Provinz Hessen-Nassau, Regierungsbezirk Kassel, Kreis Hersfeld
- ab 1944: Deutsches Reich, Freistaat Preußen, Provinz Kurhessen, Landkreis Hersfeld
- ab 1945: Deutsches Reich, Amerikanische Besatzungszone, Groß-Hessen, Regierungsbezirk Kassel, Landkreis Hersfeld
- ab 1946: Deutsches Reich, Amerikanische Besatzungszone, Hessen, Regierungsbezirk Kassel, Landkreis Hersfeld
- ab 1949: Bundesrepublik Deutschland, Hessen, Regierungsbezirk Kassel, Landkreis Hersfeld
- ab 1971: Bundesrepublik Deutschland, Hessen, Regierungsbezirk Kassel, Landkreis Hersfeld, Gemeinde Kirchheim
- ab 1972: Bundesrepublik Deutschland, Hessen, Regierungsbezirk Kassel, Landkreis Hersfeld-Rotenburg, Gemeinde Kirchheim

## Bevölkerung

### Einwohnerstruktur 2011
Nach den Erhebungen des Zensus 2011 lebten am Stichtag, dem 9. Mai 2011, in Allendorf 147 Einwohner. Darunter waren 3 (2,0 %) Ausländer.
Nach dem Lebensalter waren 24 Einwohner unter 18 Jahren, 57 zwischen 18 und 49, 39 zwischen 50 und 64 und 27 Einwohner waren älter. Die Einwohner lebten in 69 Haushalten. Davon waren 21 Singlehaushalte, 18 Paare ohne Kinder und 21 Paare mit Kindern, sowie 9 Alleinerziehende und keine Wohngemeinschaften. In 9 Haushalten lebten ausschließlich Senioren und in 45 Haushaltungen lebten keine Senioren.

### Einwohnerentwicklung
Im Jahr 1331 war der Ort bewohnt, während er in den Jahren 1541 und 1599 als „wüst“ bezeichnet wurde. Vor dem Dreißigjährigen Krieg gab es im Ort 18 Mann, 1673 noch 8 Mann. Im Jahr 1747 wurden 18 Haushaltungen gezählt.
| Allendor: Einwohnerzahlen von 1834 bis 2015 | Allendor: Einwohnerzahlen von 1834 bis 2015 | Allendor: Einwohnerzahlen von 1834 bis 2015 | Allendor: Einwohnerzahlen von 1834 bis 2015 | Allendor: Einwohnerzahlen von 1834 bis 2015 |
| --- | ------------------------------------------- | ------------------------------------------- | ------------------------------------------- | ------------------------------------------- |
| Jahr |                                             |                                             |                                             | Einwohner                                   |
| 1834 | 1834                                        |                                             | 150                                         | 150                                         |
| 1840 | 1840                                        |                                             | 154                                         | 154                                         |
| 1846 | 1846                                        |                                             | 173                                         | 173                                         |
| 1852 | 1852                                        |                                             | 186                                         | 186                                         |
| 1858 | 1858                                        |                                             | 186                                         | 186                                         |
| 1864 | 1864                                        |                                             | 179                                         | 179                                         |
| 1871 | 1871                                        |                                             | 166                                         | 166                                         |
| 1875 | 1875                                        |                                             | 164                                         | 164                                         |
| 1885 | 1885                                        |                                             | 175                                         | 175                                         |
| 1895 | 1895                                        |                                             | 178                                         | 178                                         |
| 1905 | 1905                                        |                                             | 170                                         | 170                                         |
| 1910 | 1910                                        |                                             | 152                                         | 152                                         |
| 1925 | 1925                                        |                                             | 188                                         | 188                                         |
| 1939 | 1939                                        |                                             | 163                                         | 163                                         |
| 1946 | 1946                                        |                                             | 244                                         | 244                                         |
| 1950 | 1950                                        |                                             | 252                                         | 252                                         |
| 1956 | 1956                                        |                                             | 217                                         | 217                                         |
| 1961 | 1961                                        |                                             | 193                                         | 193                                         |
| 1967 | 1967                                        |                                             | 153                                         | 153                                         |
| 1970 | 1970                                        |                                             | 152                                         | 152                                         |
| 1982 | 1982                                        |                                             | 178                                         | 178                                         |
| 1990 | 1990                                        |                                             | ?                                           | ?                                           |
| 2000 | 2000                                        |                                             | ?                                           | ?                                           |
| 2006 | 2006                                        |                                             | 146                                         | 146                                         |
| 2010 | 2010                                        |                                             | 147                                         | 147                                         |
| 2011 | 2011                                        |                                             | 147                                         | 147                                         |
| 2015 | 2015                                        |                                             | 139                                         | 139                                         |
| Datenquelle: Historisches Gemeindeverzeichnis für Hessen: Die Bevölkerung der Gemeinden 1834 bis 1967. Wiesbaden: Hessisches Statistisches Landesamt, 1968. Weitere Quellen: LAGIS; 1982:; Zensus 2011 Ab 2006 Daten jeweils zum Stichtag 31. Dezember des jeweiligen Jahres ohne Nebenwohnsitze |                                             |                                             |                                             |                                             |

### Historische Religionszugehörigkeit
| • 1885: | 163 evangelische (= 100 %) Einwohner                               |
| • 1961: | 177 evangelische (= 88,94 %), 20 katholische (= 10,05 %) Einwohner |

## Politik
Für den Ortsteil Allendorf besteht ein Ortsbezirk (Gebiete der ehemaligen Gemeinde Allendorf) mit Ortsbeirat und Ortsvorsteher nach der Hessischen Gemeindeordnung. Der Ortsbeirat besteht aus fünf Mitgliedern. Bei den Kommunalwahlen in Hessen 2021 kam kein Ortsbeirat zustande.

## Sehenswürdigkeiten
Für die unter Denkmalschutz stehenden Kulturdenkmale des Ortes siehe die Liste der Kulturdenkmäler in Allendorf.